# Prostoma armatum
Prostoma armatum är en djurart som tillhör fylumet slemmaskar, och som beskrevs av sensu Dugès 1830. Prostoma armatum ingår i släktet Prostoma, fylumet slemmaskar och riket djur. Inga underarter finns listade i Catalogue of Life.